# Atlapetes pallidiceps
Atlapetes pallidiceps là một loài chim trong họ Emberizidae.